# Vierschanzentournee 1987/88
Die 36. Vierschanzentournee 1987/88 war Teil des Skisprung-Weltcups 1987/88.
Das Springen in Oberstdorf fand am 30. Dezember 1987 statt, am 1. Januar 1988 das Springen in Garmisch-Partenkirchen und am 4. Januar 1988 das Springen in Innsbruck. Die Abschlussveranstaltung in Bischofshofen wurde am 6. Januar 1988 durchgeführt.
Der Finne Matti Nykänen gewann die Gesamtwertung mit großem Vorsprung vor Jens Weißflog (DDR) und Jiří Parma (ČSSR). Nach einem zweiten Platz zum Auftakt in Oberstdorf gewann er die folgenden drei Springen. Nykänen gewann in dieser Saison überdies den Gesamtweltcup und bei den Olympischen Spielen in Calgary drei Goldmedaillen.

## Weltcup und Favoriten
Vor der Vierschanzentournee waren bereits sechs Einzelspringen im Weltcup absolviert worden. Die Saison hatte Anfang Dezember 1987 im kanadischen Thunder Bay begonnen.
| 01. | Matti Nykänen | Finnland         | 100 Punkte |
| 02. | Pavel Ploc    | Tschechoslowakei | 92 Punkte  |
| 03. | Jiří Parma    | Tschechoslowakei | 68 Punkte  |
| 04. | Miran Tepes   | Jugoslawien      | 37 Punkte  |
| 05. | Vegard Opaas  | Norwegen         | 35 Punkte  |

| 06. | Primož Ulaga    | Jugoslawien        | 34 Punkte |
| 07. | Jens Weißflog   | DDR                | 29 Punkte |
| 07. | Mike Holland    | Vereinigte Staaten | 29 Punkte |
| 09. | Dieter Thoma    | BR Deutschland     | 28 Punkte |
| 09. | Martin Švagerko | Tschechoslowakei   | 28 Punkte |

Selten gab es solch einen klaren Tourneefavoriten wie in der Olympiasaison 1987/88. Im Herbst 1987 war der mittlerweile 24-jährige Finne Matti Nykänen, der bis dahin schon einer der erfolgreichsten Skispringer war, in den Vorjahren aber immer wieder durch Negativschlagzeilen von sich reden machte, zum zweiten Mal Vater geworden. Personen aus seinem Umfeld bestätigten dem Skandinavier einen gereifte Persönlichkeit und einen ganz anderen Umgang mit seinen Mannschaftskollegen. Zudem war der Finne im Februar 1987 zu einer Bewährungsstrafe wegen Einbruchs verurteilt worden und stand immer noch unter Bewährung. Anscheinend hatten diese markanten Ereignisse in seiner Biographie Nykänen auf die Erfolgsspur zurückgebracht, an der wohl auch der neue finnische Auswahltrainer, sein früherer Mannschaftskollege Pentti Kokkonen, seinen Anteil hatte. So gewann Nykänen vor Weihnachten 1987 alle vier Weltcupspringen, an denen er teilnahm und war damit auch Gesamtführender im Skisprungweltcup. Bei diesen Wettbewerben führte er teilweise die Konkurrenz vor und gewann bei nur 2 Durchgängen mit bis zu 40 Punkten Vorsprung. Für die Fachwelt gab es kurz vor der Tournee von daher kaum einen anderen Favoriten auf den Tourneesieg, zumal Dauerrivale Jens Weißflog scheinbar nicht mehr in der Form von 1984 war. Im Weltcup hatte sich mittlerweile die tschechoslowakische Mannschaft sehr gut etabliert, neben den Routiniers Ploc und dem Weltmeister von der Normalschanze Jiri Parma drang mit Martin Svagerko zunehmend auch noch ein dritter Springer aus dem Team in die Weltspitze vor. Daneben war weiterhin mit der starken Mannschaft aus Jugoslawien zu rechnen, die mit Tepez und Ulaga zwei Spitzenspringer aufwies, aber auch Debelak und Zupan waren gute Ergebnisse zuzutrauen. Aus Norwegen kam Opaas hinzu, der nun schon seit einigen Jahren das Niveau an der Weltspitze mitbestimmte. Die Finnen hatten ihr Aushängeschild im wieder erstarkten Nykänen, hinzu kamen mit Suorsa, Nikkola, Puikkonen oder Yllipulli Springer, die durchaus für Podestplätze infrage kamen. Darüber hinaus war noch die Mannschaft aus Österreich zu den Favoriten zu zählen, insbesondere Vorjahressieger Ernst Vettori und der Weltmeister von der Großschanze Andreas Felder. Und auch das bundesdeutsche Team etablierte sich zunehmend in der Weltspitze. Neben Andreas Bauer und Thomas Klauser rückte nun auch noch mit dem erst 19-jährigen Dieter Thoma ein dritter DSV-Athlet in die Weltspitze vor. Der Schwarzwälder konnte in Lake Placid  seinen ersten Podestplatz bei einem Weltcupspringen feiern.
Blieb noch die DDR-Mannschaft, die sich wie viele andere Mannschaften mit dem extremen Schneemangel quälte. So waren kaum Sprünge auf Schnee möglich, der Weltcup in Thunder Bay, zu dem immerhin Weißflog, Findeisen und Arnold entsandt wurden, blieb bis Oberstdorf das einzige Kräftemessen mit der kompletten Weltspitze. Generell sah die Zukunft im DDR-Skispringen vor den Olympischen Spielen in Calgary nicht rosig aus. Beredter Beleg für den Mangel an guten Nachwuchsspringern war die Tourneenominierung der Altmeister Ulf Findeisen und vor allem von Manfred Deckert, der schon mehrfach von der DDR-Sportführung zum Rücktritt vom Leistungssport gedrängt worden war. In Ermangelung von Wettkampferfahrungen schöpfte der DLSV erstmals seit der Saison 1978/79 wieder die volle Mannschaftsstärke aus und nominierte acht Springer. Ein weiterer Hintergrund war auch der Versuch, bis zu den Olympischen Spielen für den erstmals ausgetragenen Mannschaftswettbewerb ein schlagkräftiges Team zu finden. So kamen mit Udo Okraffka und Joachim Petzold zwei bis dahin völlig unbekannte Springer zu ihrem Tourneedebüt.
Außerdem gab es noch einige Springer, die im Vorfeld der Tournee mit guten Platzierungen auf sich aufmerksam gemacht hatten. Zum einen war es der Schwede Staffan Tällberg, zum anderen der US-Amerikaner Mike Holland, der auch im Weltcup vor der Tournee in den Top Ten lag. Bei der Tournee selbst kamen insgesamt 137 aus erneut 21 Nationen zum Einsatz. Zwar kamen nie alle Springer in einem Wettbewerb zum Einsatz, aber Starterfelder mit weit über 100 Springern waren nun an der Tagesordnung.

## Nominierte Athleten
| Nation                 | Athleten |
| ---------------------- | --- |
| BR Deutschland         | Dieter Thoma, Thomas Klauser, Georg Waldvogel, Peter Rohwein, Andreas Bauer, Wolfgang Steiert, Lorenz Wegscheider, Thomas Haßlberger, Thomas Dufter, Jürgen Winterhalder, Rolf Schilli, Josef Heumann, Thomas Ihle, Robert Leonhardt, Steffen Bartschat, Steffen Kuder, Norbert Hils, Eckhard Reichertz                                                                                        |
| DDR                    | Peter Grundig, Jens Weißflog, Ulf Findeisen, Remo Lederer, Raimund Litschko, Manfred Deckert, Udo Okraffka, Joachim Petzold |
| Österreich             | Andreas Felder, Richard Schallert, Franz Neuländtner, Ernst Vettori, Günther Stranner, Werner Schuster, Franz Wiegele, Heinz Kuttin, Werner Haim, Harald Rodlauer, Alexander Pointner, Adolf Hirner, Günter Schöffmann, Oliver Strohmaier, Norbert Moertl, Christoph Müller, Wolfgang Margreiter, Andi Rauschmeier, Uwe Steinberger, Klaus Huber, Stefan Horngacher, Markus Steiner, Paul Erat |
| Bulgarien              | Wladimir Brejtschew, Kiril Petkow, Emil Sografski, Blagovest Kowatschew |
| Finnland               | Matti Nykänen, Jari Puikkonen, Tuomo Ylipulli, Pekka Suorsa, Jouni Johansen, Kai Nokelainen |
| Frankreich             | Didier Mollard, Eric Breche, Florian Trèves, Frédéric Berger |
| Vereinigtes Königreich | Michael Edwards |
| Italien                | Sandro Sambugaro, Virginio Lunardi, Antonio Lacedelli, Roberto Cecon |
| Japan                  | Hiroo Shima, Jin’ya Nishikata, Masahiko Harada, Takuya Takeuchi, Yasuhide Miyazaki |
| Jugoslawien            | Miran Tepeš, Primož Ulaga, Matjaž Debelak; Matjaž Zupan, Robert Kopač, Tomaž Dolar, Vasja Bajc, Rajko Lotrič, Janez Stirn |
| Kanada                 | Horst Bulau, Ron Rautio, Ron Richards, Todd Gillman, Steve Collins |
| Niederlande            | Gerrit Konijnenberg |
| Norwegen               | Clas Brede Bråthen, Hroar Stjernen, Ole Christian Eidhammer, Ole Gunnar Fidjestøl, Vegard Opaas, Erik Johnsen, Jon Inge Kjørum, Trond Jøran Pedersen |
| Polen                  | Piotr Fijas, Jan Kowal, Zbigniew Klimowski, Jarosław Mądry |
| Schweden               | Jan Boklöv, Magnus Åström, Thomas Nordgren, Anders Daun, Per-Inge Tällberg, Staffan Tällberg, Magnus Westman |
| Schweiz                | Christian Hauswirth, Gérard Balanche, Fabrice Piazzini, Thomas Kindlimann, Pascal Reymond, Christoph Lehmann, Ernst Boesch, Stephan Rochat, Patrik Luedi, Romano Bruno, Markus Gähler |
| Spanien                | Bernat Solà |
| Sowjetunion            | Andrei Werweikin, Andrej Uchanov, Michail Jessin, Dionis Vodnev, Juri Golowschtschikow, Eduard Subotsch |
| Tschechoslowakei       | Jiří Parma, Pavel Ploc, Ladislav Dluhoš, Martin Švagerko, František Jež, Jiří Malec |
| Ungarn                 | László Fischer, Gábor Gellér, Mihaly Szalai |
| Vereinigte Staaten     | Rick Mewborn, Mike Holland, Mark Konopacke, Dennis McGrane |

## Oberstdorf
- Datum: 30. Dezember 1987[1]
- Land:  BR Deutschland
- Schanze: Schattenbergschanze

Auf der trotz Schneemangels gut präparierten Schanze zeigte Nykänen bereits im Training mit dem weitesten Satz von 114 m, das er seiner Favoritenrolle gerecht wurde. Zweitbester im Training wurde etwas überraschend der Österreicher Heinz Kuttin. Und der erst 16-jährige gehörte auch beim Auftaktspringen zu den positiven Überraschungen, war am Ende mit Platz acht bester Österreicher. Nachdem die gesamte Fachwelt nur in Nykänen den haushohen Favoriten gesehen hatte, gelang Pavel Ploc schon im ersten Durchgang die große Überraschung. Mit 116 m lag er zur Halbzeit knapp vor Nykänen. Doch auf der durch ständig wechselnde Winde ziemlich anspruchsvollen Schanze rissen die Überraschungen nicht ab. Auf Platz vier lag nach Durchgang eins der Schwede Tällberg, für nahezu Erstaunen sorgte dann bereits der fünfte Platz des Bulgaren Breitschew. Im zweiten Durchgang wurde durch Windstille und eine zunehmend langsamer werdende Anlaufspur das Tableau nochmals durcheinandergewirbelt. So belegte Breitschew nach nur 90 m im zweiten Durchgang den 30. Platz. Auch Andreas Bauer, zur Halbzeit noch auf dem dritten Platz liegend, musste nach eher enttäuschenden 98 m mit dem 10. Platz Vorlieb nehmen. So waren die Springer im Vorteil, die zwei halbwegs gleichmäßige Sprünge ins Tal brachten. Und dies gelang an dem Tag Pavel Ploc am besten. Mit 117 m stellte der Tschechoslowake im zweiten Durchgang einen neuen Schanzenrekord auf und verwies Nykänen letztlich mit 4,6 Punkten Vorsprung auf den zweiten Platz. Dahinter folgte schon mit gehörigem Abstand der Überraschungsdritte Staffan Tällberg aus Schweden. Und auch der Schweizer Christian Hauswirth auf dem vierten Rang war nicht zwingend dort erwartet worden. Zu den geschlagenen Athleten zählten an diesem Tag Vettori (11.), Parma (13.) oder Opaas, der mit über 70 Punkten Rückstand auf Ploc gar nur 35. geworden war und so alle Hoffnungen auf den Gesamtsieg ad acta legen konnte.
| Pos. | Springer                | Land             | Punkte |
| ---- | ----------------------- | ---------------- | ------ |
| 01   | Pavel Ploc              | Tschechoslowakei | 230,2  |
| 02   | Matti Nykänen           | Finnland         | 225,6  |
| 03   | Staffan Tällberg        | Schweden         | 207,6  |
| 04   | Christian Hauswirth     | Schweiz          | 204,3  |
| 05   | Jari Puikkonen          | Finnland         | 203,1  |
| 06   | Jens Weißflog           | DDR              | 202,9  |
| 07   | Dieter Thoma            | BR Deutschland   | 202,3  |
| 08   | Heinz Kuttin            | Österreich       | 200,6  |
| 09   | Tuomo Ylipulli          | Finnland         | 199,7  |
| 10   | Andreas Bauer           | BR Deutschland   | 197,8  |
| 11   | Ernst Vettori           | Österreich       | 197,7  |
| 12   | Ole Christian Eidhammer | Norwegen         | 190,9  |
| 13   | Jiří Parma              | Tschechoslowakei | 190,7  |
| 14   | Franz Wiegele           | Österreich       | 190,5  |
| 15   | Miran Tepeš             | Jugoslawien      | 189,9  |

## Garmisch-Partenkirchen
- Datum: 1. Januar 1988[2]
- Land:  BR Deutschland
- Schanze: Große Olympiaschanze

Auch das Neujahrsspringen stand dem Auftaktspringen von Oberstdorf an Dramatik in Nichts nach. Eine mit Altschnee präparierte Anlaufspur, die für niedrige Anfahrtsgeschwindigkeiten sorgte, wurde vielen Springern zum Verhängnis. Eben noch der Held, nun der Verlierer, so könnte man das Schicksal von Pavel Ploc umschreiben. In Oberstdorf noch Tagessieger kam der Mann aus Liberec nach einem Sprung von 87,5 m nicht unter die besten Fünfzig und wurde am Ende 64. Das gleiche Los teilten aber auch zum Beispiel Heinz Kuttin oder Primoz Ulaga. Dennoch lagen mit Vettori, Weißflog und Nykänen durchaus Spitzenathleten nach dem ersten Durchgang vorn. Thoma auf Rang vier und Tällberg auf Rang sechs bestätigten nunmehr ihre Leistungen aus den vorangegangenen Weltcupspringen. Und der Schwede wurde letztlich die Überraschung des Tages. Während bei zusehends langsamer werdender Anlaufspur Nykänen als einziger Springer im zweiten Durchgang mit 101,5 über die Hundert-Meter-Marke kam und sich damit souverän den Tagessieg holte, stand Tällberg zusammen mit dem Schweizer Lehmann die zweithöchste Weite von 98 m. Und da die Konkurrenz patzte, wurde der Schwede auf den zweiten platz gespült. Jens Weißflog konnte noch seinen dritten Platz behaupten, während Ernst Vettori wieder einmal die Nerven versagten und er als Führender des ersten Durchgangs noch auf den vierten Platz abrutschte. Ähnliches widerfuhr dem Finnen Yllipulli, der vom fünften gar noch auf den 16. Platz abrutschte. Neben Tällberg, der nun auch auf Platz zwei der Gesamtwertung lag, überraschten in Garmisch die Schweizer Springer. Christian Hauswirth und Christoph Lehmann konnten sich anders als die meisten Springer im zweiten Durchgang steigern und belegten die Plätze sieben und neun. In der Gesamtwertung lag nun Nykänen bereits mit über 30 Punkten Vorsprung vor dem Überraschungszweiten Tällberg und Weißflog. Sehr guter Gesamtfünfter war der Schweizer Hauswirth vor Dieter Thoma.
| Zwischenstand nach 2 Springen | Zwischenstand nach 2 Springen | Zwischenstand nach 2 Springen |
| Pos.                          | Springer                      | Punkte                        |
| ----------------------------- | ----------------------------- | ----------------------------- |
| 01.                           | Nykänen                       | 438,0                         |
| 02.                           | Taellberg                     | 407,7                         |
| 03.                           | Weißflog                      | 401,4                         |
| 04.                           | Vettori                       | 393,5                         |
| 05.                           | Hauswirth                     | 390,8                         |
| 06.                           | Thoma                         | 390,1                         |

| Pos. | Springer            | Land             | Punkte |
| ---- | ------------------- | ---------------- | ------ |
| 01   | Matti Nykänen       | Finnland         | 212,4  |
| 02   | Staffan Tällberg    | Schweden         | 200,1  |
| 03   | Jens Weißflog       | DDR              | 198,5  |
| 04   | Ernst Vettori       | Österreich       | 195,8  |
| 05   | Dieter Thoma        | BR Deutschland   | 187,8  |
| 06   | Miran Tepeš         | Jugoslawien      | 187,3  |
| 07   | Christian Hauswirth | Schweiz          | 186,5  |
| 08   | Jiří Parma          | Tschechoslowakei | 185,9  |
| 09   | Christoph Lehmann   | Schweiz          | 184,9  |
| 10   | Jiří Malec          | Tschechoslowakei | 181,8  |
| 11   | Jari Puikkonen      | Finnland         | 181,7  |
| 12   | Franz Wiegele       | Österreich       | 181,1  |
| 13   | Horst Bulau         | Kanada           | 179,4  |
| 14   | Wladimir Brejtschew | Bulgarien        | 179,2  |
| 15   | Udo Okraffka        | DDR              | 177,2  |

## Innsbruck
- Datum: 3. Januar 1988[3]
- Land:  Österreich
- Schanze: Bergiselschanze

30.000 Zuschauer begrüßten am Bergisel ein Rekordstarterfeld von 122 Springern. Anders als sonst war zu diesem Zeitpunkt die Tournee nahezu entschieden, da 30 Punkte Rückstand nur noch durch einen Sturz des Gesamtführenden Nykänen aufholbar gewesen wären. Doch der Finne hatte schon im Probesprung mit 112 m und damit der Einstellung des Schanzenrekords gezeigt, aus welchem Holz er in diesem Winter geschnitzt war. Dies führte unweigerlich zu einer Verkürzung des Anlaufs, fortan waren die Sprünge über die Hundert-Meter-Marke an zwei Händen abzuzählen, es wurden genau sieben. Und Nykänen zeigte bereits mit 108 m im ersten Durchgang, dass er erneut der erste Anwärter auf den Tagessieg sein würde. Allerdings konnte ihm vor allem Andreas Bauer mit 107 m noch Paroli bieten. Vorentscheidungen in der Gesamtwertung hatte es nach dem ersten Durchgang aber auch schon gegeben. 91 m für Ernst Vettori und 90 m für Tällberg bedeuteten schon stark zunehmende Punktrückstände. Während Tällberg einen in etwa gleichen Sprung mit 89 m im zweiten Durchgang setzte und in der Tageswertung dadurch 36. wurde, stürzte Vettori regelrecht ab. Seine 74 m im zweiten Durchgang bedeuteten Rang 50 in der Tageswertung. Diese entschied Nykänen mit seinem zweiten Sprung von 105 m erneut für sich. Den zweiten Platz rettete Andreas Bauer vor Jens Weißflog, der sich mit seinen 101 m in Durchgang zwei vom achten noch auf den dritten Platz schieben konnte. Allerdings hatten beide Verfolger über 20 Punkte Rückstand auf Nykänen. Pavel Ploc rehabilitierte sich mit Rang fünf für seinen Ausfall in Garmisch, mit Josef Heumann auf dem 6. und Dieter Thoma auf dem 8. Platz war die DSV-Vertretung die beste Mannschaft. In der Gesamtwertung war spätestens jetzt die Entscheidung gefallen. Nykänen führte mit über 60 Punkten vor dem stabilen Weißflog und dem immer stärker werdenden Thoma. Der Schweizer Hauswirth belegte immer noch einen respektablen 6. Platz.
| Zwischenstand nach 3 Springen | Zwischenstand nach 3 Springen | Zwischenstand nach 3 Springen |
| Pos.                          | Springer                      | Punkte                        |
| ----------------------------- | ----------------------------- | ----------------------------- |
| 01.                           | Nykänen                       | 658,0                         |
| 02.                           | Weißflog                      | 596,5                         |
| 03.                           | Thoma                         | 571,5                         |
| 04.                           | Parma                         | 571,2                         |
| 05.                           | Bauer                         | 568,9                         |
| 06.                           | Hauswirth                     | 568,1                         |

| Pos. | Springer             | Land                   | Punkte |
| ---- | -------------------- | ---------------------- | ------ |
| 01   | Matti Nykänen        | Finnland               | 220,0  |
| 02   | Andreas Bauer        | BR Deutschland         | 197,5  |
| 03   | Jens Weißflog        | DDR                    | 195,1  |
| 04   | Jiří Parma           | Tschechoslowakei       | 194,6  |
| 05   | Pavel Ploc           | Tschechoslowakei       | 193,0  |
| 06   | Andreas Felder       | Österreich             | 183,9  |
| 06   | Josef Heumann        | BR Deutschland         | 183,9  |
| 08   | Piotr Fijas          | Polen                  | 181,4  |
| 08   | Dieter Thoma         | BR Deutschland         | 181,4  |
| 10   | Miran Tepeš          | Jugoslawien            | 180,1  |
| 11   | Horst Bulau          | Kanada                 | 179,6  |
| 12   | Pekka Suorsa         | Finnland               | 179,5  |
| 13   | Franz Wiegele        | Österreich             | 177,8  |
| 14   | Christian Hauswirth  | Schweiz                | 177,3  |
| 15   | Trond Jøran Pedersen | Norwegen               | 173,8  |
| …    |                      |                        |        |
| 120  | Eddie Edwards        | Vereinigtes Königreich | 19,4   |
| 121  | Paul Erat            | Österreich             | 5,6    |
| 122  | Gerrit Konijnenberg  | Niederlande            | 1,9    |

## Bischofshofen
- Datum: 6. Januar 1988[4]
- Land:  Österreich
- Schanze: Paul-Außerleitner-Schanze

Das Springen am Dreikönigstag bestätigte einmal mehr Nykänens Klasse. Mit den jeweils weitesten Sprüngen in beiden Durchgängen deklassierte er förmlich die Konkurrenz und hatte erneut über 20 Punkte Vorsprung auf den Tageszweiten Ulaga. Einige Springer konnten sich im letzten Wettbewerb etwas rehabilitieren, allen voran die Norweger, die mit Opaas, Eidhammer und Fidjestöl drei Springer in die Top Ten brachten. Aber auch die Österreicher in Gestalt von Heinz Kuttin und vor allem Franz Wiegele wussten zu gefallen, wenngleich Ernst Vettori mit seinem fast schon üblichen schlechteren zweiten Sprung eine bessere Gesamtplatzierung verpasste. Einen für seine Verhältnisse guten 12. Platz belegte der Schweizer Hauswirth und rückte dadurch in der Gesamtwertung noch ein Stück nach vorn. Unter seinen Möglichkeiten blieb sicherlich Jens Weißflog mit seinem 14. Platz, aber die Bischofshofener Schanze sollte nicht zum letzten Mal dem Sachsen einen Streich spielen. Allerdings gab es an diesem Tag auch Verlierer, und die befanden sich vor allem im DSV-Team. Mit Thoma auf Rang drei und Bauer auf Rang fünf waren die bundesdeutschen Springer nach drei Wettbewerben so erfolgreich wie lange nicht, Dieter Thoma hatte zudem eine reelle Chance auf einen Podestplatz in der Gesamtwertung. Aber in Bischofshofen erfolgte ein regelrechter Absturz. Während Bauer mit Rang 27 in der Tageswertung den Schaden noch halbwegs begrenzen konnte, verlief der Wettbewerb für Thoma ungleich dramatischer. Der Schwarzwälder setzte bereits nach 79,5 m auf und verpasste somit sehr deutlich den Einzug in den Finaldurchgang. In der Tageswertung stand am Ende ein 96. Platz in dem Riesenstarterfeld von 120 Springern.
| Pos. | Springer                | Land             | Punkte |
| ---- | ----------------------- | ---------------- | ------ |
| 01   | Matti Nykänen           | Finnland         | 229,7  |
| 02   | Primož Ulaga            | Jugoslawien      | 208,9  |
| 03   | Ole Christian Eidhammer | Norwegen         | 207,7  |
| 04   | Vegard Opaas            | Norwegen         | 207,5  |
| 05   | Heinz Kuttin            | Österreich       | 207,1  |
| 06   | Franz Wiegele           | Österreich       | 203,3  |
| 07   | Pavel Ploc              | Tschechoslowakei | 203,0  |
| 08   | Pekka Suorsa            | Finnland         | 200,3  |
| 09   | Ernst Vettori           | Österreich       | 200,1  |
| 10   | Ole Gunnar Fidjestøl    | Norwegen         | 198,4  |
| 11   | Jiří Parma              | Tschechoslowakei | 196,4  |
| 12   | Christian Hauswirth     | Schweiz          | 195,4  |
| 13   | Jon Inge Kjørum         | Norwegen         | 192,7  |
| 14   | Jens Weißflog           | DDR              | 192,2  |
| 15   | Hroar Stjernen          | Norwegen         | 191,8  |

## Tournee-Endstand
Eine Rekordtournee ging zu Ende. Noch nie hatte ein Springer die Tournee mit einem Vorsprung von 99 Punkten gewonnen. Dies ist auch danach bisher (Stand 2025) noch nie wieder einem anderen Athleten gelungen. Hinter dem Ausnahmeathleten der Saison 87/88, die er letztlich mit drei Olympiasiegen in Calgary krönte, gab es aber munter wechselnde Platzierungen. Beleg dafür ist, dass es außer Nykänen keinem Springer gelang, bei jedem Wettbewerb unter die besten Zehn zu kommen. Am Ende setzten sich wie so oft die unter diesen Umständen halbwegs beständigsten Springer durch, allen voran Jens Weißflog und Jiri Parma. Der Tschechoslowake bestätigte damit, dass sein Weltmeistertitel kein Zufall war. Der 4. Platz für den Schweizer Hauswirth war nicht unbedingt erwartet, deutete sich aber nach seinen Leistungen im Vorfeld durchaus an. Die wirkliche Überraschung war der sechste Platz des Schweden Staffan Tällberg, der mit zwei Podestplatzierungen urplötzlich in der Weltspitze angekommen war. Er ließ vor allem in Innsbruck Federn, sonst wäre ein Podestplatz in der Gesamtwertung im Bereich des Möglichen gewesen. Zu den Enttäuschten gehörten die Österreicher, bei denen Franz Wiegele, nicht etwa der zweifache Tourneesieger Ernst Vettori, am besten mit Platz fünf abschnitt. Vettori scheiterte am Bergisel und ließ auch in Bischofshofen zu viel Punkte liegen. Am dramatischsten entwickelte sich aber die Tournee für das DSV-Team. Zwischen himmelhochjauchzend und zu Tode betrübt konnte man die Gefühlslage vor allem für den aufstrebenden Dieter Thoma beschreiben. Nach dem dritten Springen noch Dritter der Gesamtwertung, rodelte er in Bischofshofen den Hang hinunter und wurde letztlich nur 21. Andreas Bauer konnte mit Platz 8 zumindest noch in den Top Ten unterkommen, aber bei besseren Ergebnissen in Garmisch und Bischofshofen wäre der Oberstdorfer ein Kandidat für einen Podestplatz gewesen. So blieb vor allem der einmalig überlegene Tourneesieg von Nykänen im Gedächtnis haften.
| Rang | Name                | Nation           | Gesamt- wertung | Oberst- dorf | Garmisch- Partenk. | Inns- bruck | Bischofs- hofen |
| ---- | ------------------- | ---------------- | --------------- | ------------ | ------------------ | ----------- | --------------- |
| 1    | Matti Nykänen       | Finnland         | 887,7           | 225,6 / 02.  | 212,4 / 01.        | 220,0 / 01. | 229,7 / 01.     |
| 2    | Jens Weißflog       | DDR              | 788,7           | 202,9 / 06.  | 198,5 / 03.        | 195,1 / 03. | 192,2 / 14.     |
| 3    | Jiří Parma          | Tschechoslowakei | 767,6           | 190,7 / 13.  | 185,9 / 08.        | 194,6 / 04. | 196,4 / 11.     |
| 4    | Christian Hauswirth | Schweiz          | 763,5           | 204,3 / 04.  | 186,5 / 07.        | 177,3 / 14. | 195,4 / 12.     |
| 5    | Franz Wiegele       | Österreich       | 752,6           | 190,4 / 14.  | 181,1 / 12.        | 177,8 / 13. | 203,3 / 06.     |
| 6    | Staffan Tällberg    | Schweden         | 751,5           | 207,6 / 03.  | 200,1 / 02.        | 155,9 / 36. | 187,9 / 18.     |
| 7    | Miran Tepeš         | Jugoslawien      | 748,2           | 189,9 / 15.  | 187,3 / 06.        | 180,1 / 10. | 190,9 / 16.     |
| 8    | Andreas Bauer       | BR Deutschland   | 741,0           | 197,8 / 10.  | 173,6 / 23.        | 197,5 / 02. | 172,1 / 27.     |
| 9    | Tuomo Ylipulli      | Finnland         | 731,5           | 199,7 / 09.  | 176,9 / 16.        | 173,1 / 17. | 181,8 / 21.     |
| 10   | Jari Puikkonen      | Finnland         | 726,3           | 203,1 /05.   | 181,7 / 11.        | 158,9 / 33. | 182,6 / 20.     |